# Lourdes Luque
Lourdes Luque (Sevilla, 4 de febrero de 1977) es una locutora de radio andaluza. En la actualidad, se encarga de programas de cultura en Cadena ser y Radio Sevilla.

## Biografía
En cuanto a su formación, estudió periodismo en la Universidad de Sevilla y en la Universidad de Córdoba se licenció en filología inglesa.
Desde 1996 ha participado en emisoras musicales (Los 40 principales, Dial, Radiolé...). Ha trabajado como presentadora de eventos y ha podido participar en distintos programas de televisión, tanto en noticias, como cultura y entretenimiento.
Otra de sus labores ha sido la de poner voz a espacios publicitarios, reportajes y doblajes. 

## Trayectoria
| Cadena                 | Puesto                                                          | Duración                     |
| ---------------------- | --------------------------------------------------------------- | ---------------------------- |
| Cadena Ser             | Locutora Cultura                                                | Septiembre 2021-Actualidad   |
| Cadena Ser Andalucía   | Locutora Cultura                                                | Abril 2010- Actualidad       |
| Cadena Ser             | Locutora departamento de Musicales                              | Noviembre 2009- Actualidad   |
| Prisa                  | Departamento Musicales Andalucía                                | 1998- Actualidad             |
| Prisa                  | Departamento de emisoras Musicales (Andalucía, Ceuta y Melilla) | Octubre de 2011-octubre 2021 |
| 40 Principales         | Locutora                                                        | 1996- Actualidad             |
| El Correo de Andalucía | Colaboradora musical                                            | Noviembre 2005- abril 2009   |
| Localia TV             | Reportera-Presentadora                                          | Octubre 2000-agosto 2005     |